# 梁仁哲
梁仁哲（中国朝鲜语：／ Ryang Incheol；1965年3月—），中华人民共和国朝鲜族政治人物，学者，籍贯吉林省龙井市。中共党员，研究生学历。

## 生平
1990年毕业于延边大学动物医学专业，获农学学士学位；2000年取得韩国汉阳大学教育学硕士学位；2008年取得延边大学理学博士学位。
曾历任中国共青团延边农学院与延边科技大学团委书记，延边大学科技学院教学处副处长、科技学院学生处处长、科技学院学生就业管理处处长，延边大学学生处处长兼心理健康教育与咨询中心主任，延边大学人事处处长。2013年，出任中共延边大学党委副书记，中共延边州党委常委、统战部部长、州纪委书记兼州监察委员会副主任、代主任，中共吉林省经济管理干部学院党委副书记、院长，中共延边大学党委书记等职。
2023年1月，升任吉林省人民政府副省长。直到2025年1月卸任。随即转任吉林省人大常委会副主任。